# Давлетовский сельсовет
Давлетовский сельсовет — муниципальное образование в Абзелиловском районе Республики Башкортостан Российской Федерации. Согласно Закону о границах, статусе и административных центрах муниципальных образований в Республике Башкортостан имеет статус сельского поселения.

## Население
| 1968  | 2002  | 2009  | 2010  | 2012  | 2013  | 2014  |
| ----- | ----- | ----- | ----- | ----- | ----- | ----- |
| 1600  | ↘1575 | ↗1962 | ↘1814 | ↗1829 | ↗1835 | ↗1851 |
| 2015  | 2016  | 2017  |       |       |       |       |
| →1851 | ↗1881 | ↗1934 |       |       |       |       |

## Состав сельского поселения
| № | Населённый пункт | Тип населённого пункта       | Население |
| - | ---------------- | ---------------------------- | --------- |
| 1 | Давлетово        | село, административный центр | ↘941      |
| 2 | Кушеево          | деревня                      | ↘374      |
| 3 | Янги-Аул         | деревня                      | ↘311      |
| 4 | Селивановский    | деревня                      | ↘188      |